# Elecciones parlamentarias de Corea del Norte de 1998
El 26 de julio de 1998 se celebraron las elecciones parlamentarias de Corea del Norte. La cual se eligieron 687 diputados para conformar la décima Asamblea Popular Suprema. Sólo se nombró un candidato por circunscripción: 687 candidatos para 687 escaños. Según la agencia de noticias estatal KCNA, la tasa de participación fue del 99,85 % y el 100 % de los votantes participantes emitieron su voto a favor de los candidatos registrados. Alrededor de dos tercios de los diputados eran nuevos y, según se informa, el número de diputados con antecedentes militares se duplicó. Kim Jong-il fue elegido por unanimidad en la circunscripción n.° 666. Sin embargo, sólo hay un candidato por circunscripción, siendo invitados los electores a votar a favor o en contra del candidato preseleccionado por el Frente Democrático para la Reunificación de la Patria. Según un editorial del Rodong Sinmun, esto demostró "cuán profunda es la confianza del pueblo coreano en Kim Jong Il y cuán poderosa y sólida es la unidad monolítica del pueblo que lo rodea en un solo pensamiento y propósito y con obligación moral".
Las elecciones se habían celebrado tres años después de su celebración, la última de ellas en 1990. Las elecciones previstas para 1995 se cancelaron debido a un período de luto instituido tras la muerte de Kim Il-sung. En su primera sesión, el 5 de septiembre de 1998, el parlamento recién elegido modificó las leyes para reflejar la sucesión de Kim Jong-il. Entre los elegidos se encontraban 138 mujeres.

## Significado numerológico del número 666 en la política norcoreana
El escaño de Kim Jong-il era el número 666 y, en Corea del Norte, se atribuyen significados políticos a los números de los distritos electorales con fines de culto a la personalidad. El Rodong Shinmun afirmó en su artículo de opinión de 1999 "666: La leyenda del gran hombre" que el número tiene significado en el sentido de que el cubo de 6 es 216, que coincide con el cumpleaños de Kim Jong-il, el 16 de febrero, y destaca que Corea del Norte es el sexto estado que existe en la península de Corea.